# Distrito municipal de Verkiai
Distrito municipal de Verkiai es un distrito municipal perteneciente a la ciudad de Vilnius y organizado administrativamente en doce barrios (Baltupiai, Jeruzalė, Santariškės, Visoriai, Naujieji Verkiai, Balsiai, Ožkiniai, Staviškės, Didieji Gulbinai, Mažieji Gulbinai, Naujaneriai, Pagubė). El distrito está delimitado por el río Neris desde este y de límite de la ciudad desde norte y oeste. En distrito se coloca Parque regional de Verkiai, también hay Clínicas de Santariškės del hospital de Universidad de Vilna.

## Barrios
El distrito está formado por los siguientes 12 barriosː
- Baltupiai
- Jeruzalė
- Santariškės
- Visoriai
- Naujieji Verkiai
- Balsiai
- Ožkiniai
- Staviškės
- Didieji Gulbinai
- Mažieji Gulbinai
- Naujaneriai
- Pagubė

## Edificios de interés
- Palacio de Verkiai
- Iglesia de Descubrimiento de la Cruz
- Calvario de Vilnius
- Iglesia de la Santísima Trinidad
- Siemens Arena

## Galería

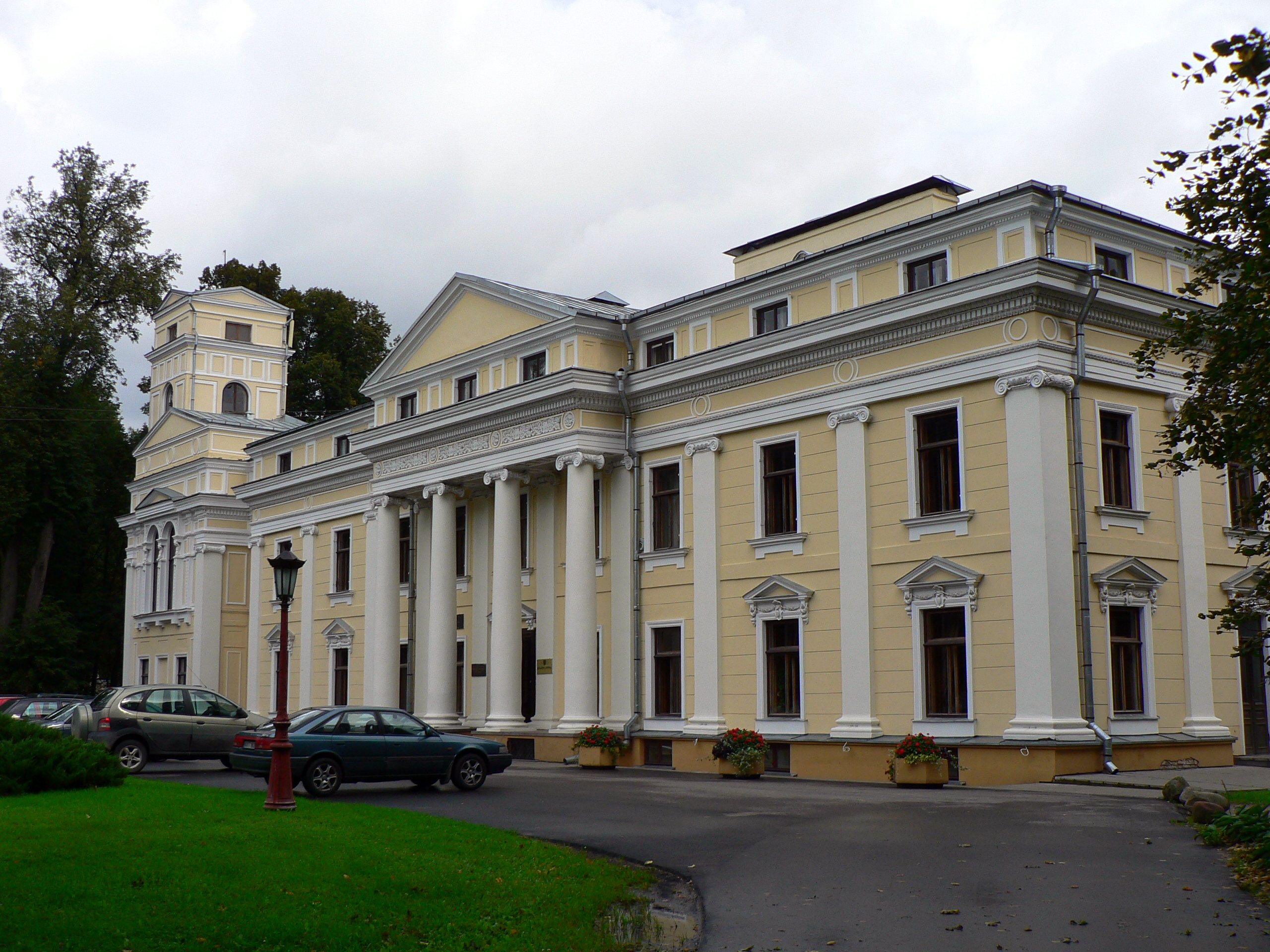
Palacio de Verkiai
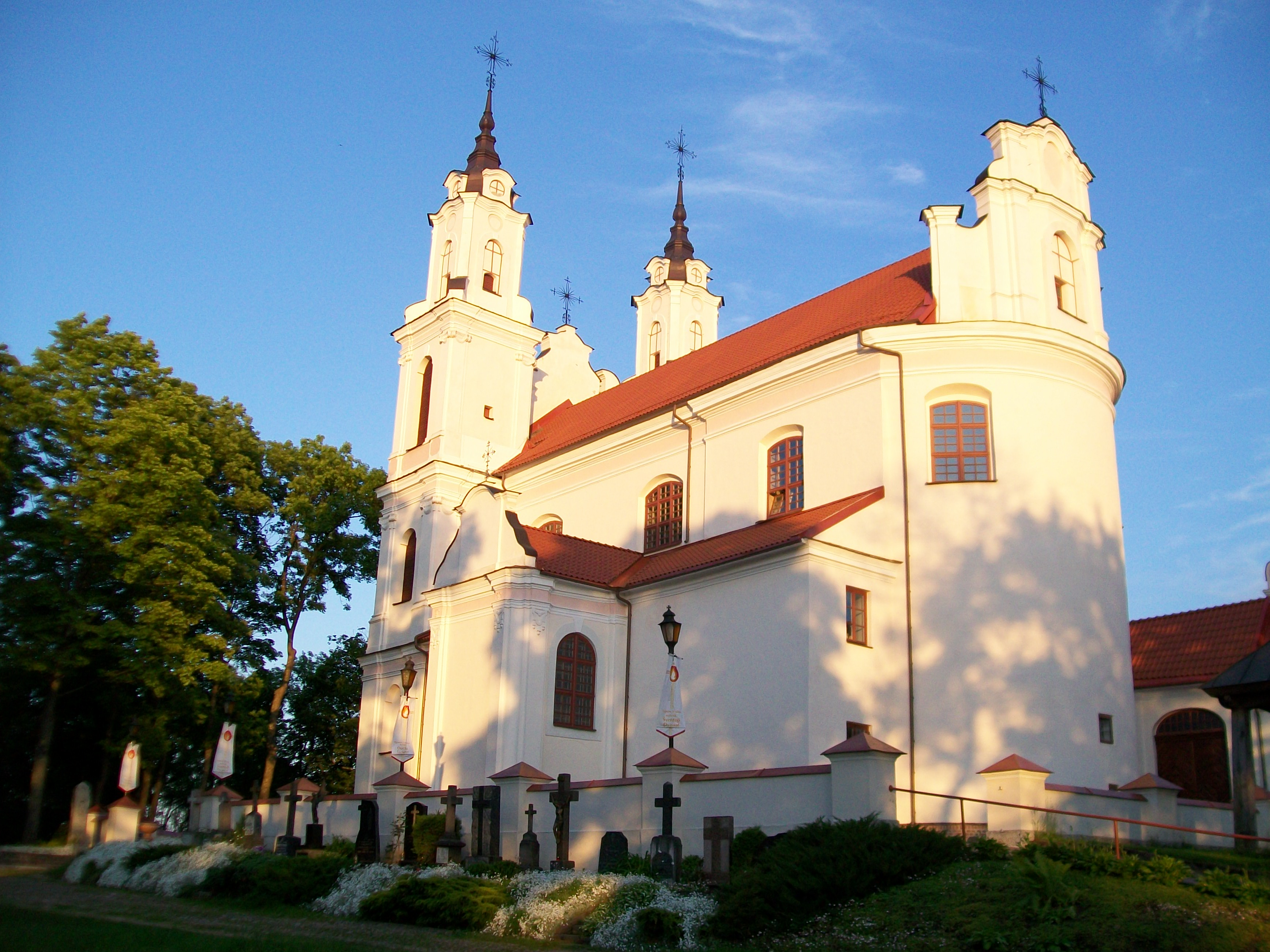
Iglesia de Descubrimiento de la Cruz
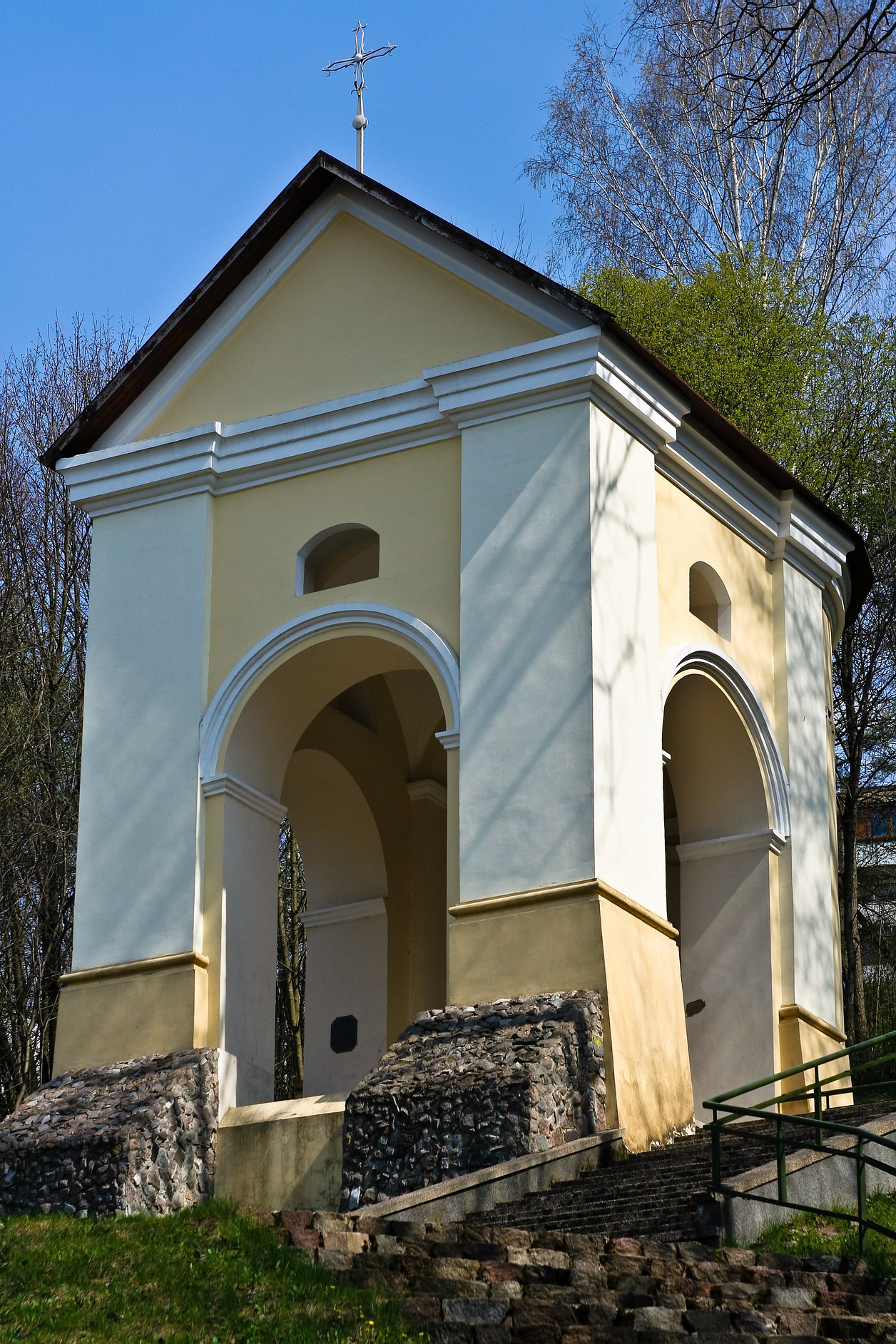
Calvario de Vilnius
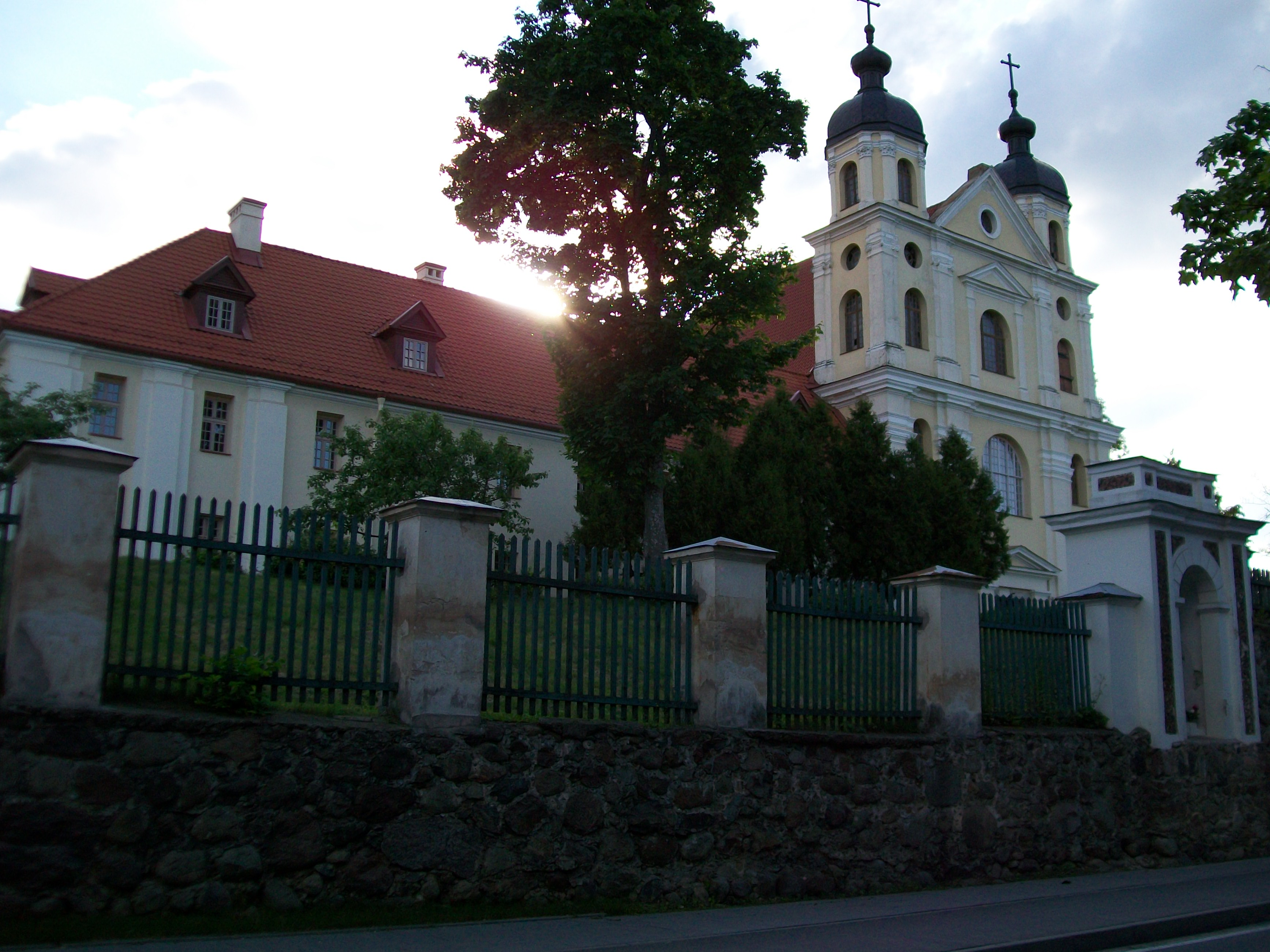
Iglesia de la Santisima Trinidad
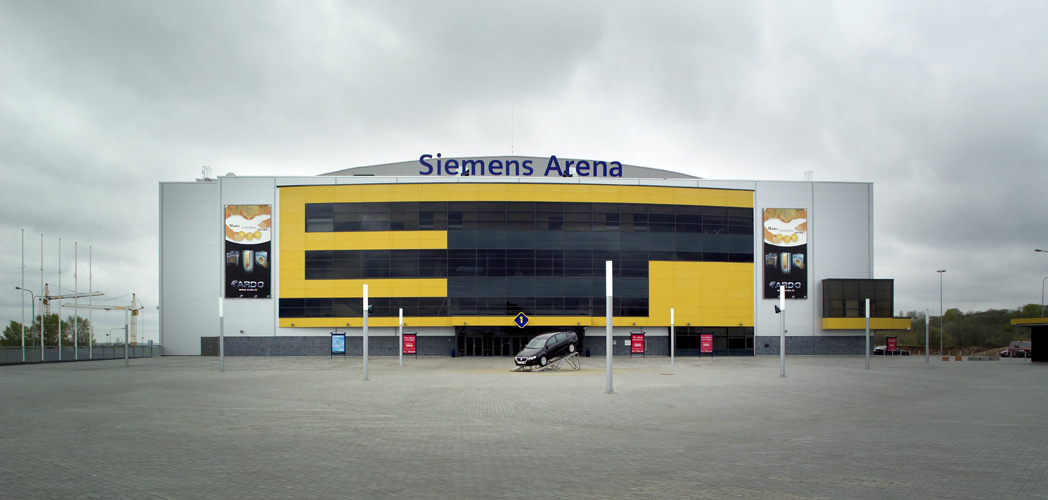
Siemens Arena